# Завиша Чёрный

Герб Сулима

Зави́ша Чёрный из Гарбова герба Сулима (пол. Zawisza Czarny, Завиша Чарны; ок. 1379 — 1428, Сербия) — польский рыцарь и дипломат первой половины XV века. Символ рыцарства и благородства.

## Биография
Родителями Завиши Чёрного были Дорота и Миколай из Старого Гарбува. Женился на Барбаре из шляхетского дворянского ордена Пилава. Завиша служил в войсках императора Священной Римской империи Сигизмунда. При вести о походе Ягайло против Тевтонского ордена Завиша поспешил в Польшу и сражался в Грюнвальдской битве (1410 год). Исполнял важные поручения Ягайло на соборе в Констанце и при английском и французском королях.
Впоследствии Завиша снова поступил на службу императора Священной Римской империи. Славу непобедимого рыцаря приобрёл в 1416 году на турнире в Перпиньяне, одним ударом копья выбив из седла знаменитого рыцаря Иоанна Арагонского. Пал при попытке освободить от турок Голубацкую крепость на Дунае в 1428 году.
В Костёле Святого Франциска Ассизского в Кракове ему был установлен символический надгробный памятник.
Родовое кладбище рода Завиши Чёрного располагалось возле озера Любленского в городе Гомеле[значимость факта?].

## Потомки
- Правнуком Завиши был Ян Амор Тарновский, основатель города Тернополя.
- В 15-м колене от Завиши происходил Хенрик Добжаньский, герой польского сопротивления немецкому вермахту.

## В современной культуре

### Художественная литература
- Герой драмы Словацкого (сохранились фрагменты).
- «Крестоносцы» Г. Сенкевича.
- «Башня шутов» Анджея Сапковского.
- «Завиша Чёрный» Казимеж Пшерва-Тетмайер
- Прототип героя рассказа Роберта М. Вегнера Еще один герой

### Кино
- «Крестоносцы» / «Krzyżacy» (Польша; 1960) режиссёр Александр Форд, в роли Завиши Чёрного — Цезары Юльский.

### Видеоигры
- Kingdom Come Deliverance 2 (2025)